# 国鉄タ2700形貨車
国鉄タ2700形貨車（こくてつタ2700がたかしゃ）は、かつて日本国有鉄道（国鉄）およびその前身である運輸省に在籍した貨車（タンク車）である。
本形式と同時期に製造されたタサ2000形についても本項目で解説する。

## タ2700形
本形式は、1945年（昭和20年）度から1954年（昭和29年）度にかけて80両（タ2700 - タ2779）が川崎車輛にて製作された9 t 積ガソリン専用貨車（タンク車）である。ガソリン専用ではあるが原油輸送にも運用された。
計画当初はロケット戦闘機「秋水」の燃料輸送用として製作されていたものの敗戦により中断され、戦後の車両不足に際してガソリン輸送に使用するため製作された。。
80両全てが運輸省所有貨車であり私有貨車は1両も在籍しなかった。また全車専属貨車に指定された。
車体色は黒色、寸法関係は全長は7,850 mm、全幅は2,390 mm、全高は3,440 mm、軸距は3,900 mm、実容積は12.0 m3、自重は10.2 t、換算両数は積車2.0、空車1.0であった。
1969年（昭和44年）に最後まで在籍した車両が廃車となり、同時に形式消滅となった。

## タサ2000形
本形式は、1945年（昭和20年）度に10両（タサ2000 - タサ2009）が製作された20 t 積ガソリン専用貨車（タンク車）である。
初代タサ2000形は1931年（昭和6年）2月に形式消滅しているため、タサ2000形としては2代目に当たる。
10両全てが運輸省所有貨車であり私有貨車は1両も在籍しなかった。また全車専属貨車に指定された。落成後まもなく全車連合軍専用貨車に指定されその運用に従事した。車両には国鉄の車番とは別に、米軍による軍番号（8107 - 8115,8161）を標記された。軍番号はタンク体向かって左側に車番より大きく書かれた。
車体色は黒色、寸法関係は全長は10,300 mm、全幅は2,568 mm、全高は3,865 mm、台車中心間距離は6,400 mm、実容積は27.5 m3、自重は18.0 t、換算両数は積車3.5、空車1.8であった。
1977年（昭和52年）に最後まで在籍した車両が廃車となり、同時に形式消滅となった。